# Gérenton du Béage
 (juillet 2013).
Si vous disposez d'ouvrages ou d'articles de référence ou si vous connaissez des sites web de qualité traitant du thème abordé ici, merci de compléter l'article en donnant les références utiles à sa vérifiabilité et en les liant à la section « Notes et références ».
Gérenton du Béage, ou Jarento de Bisatico est un seigneur du Béage mort entre 1096 et 1099 à Jérusalem.

Blason de la famille du Béage

## Biographie
Marié à Françoise de Balazuc, il est le père d'Iseult du Béage (La Lépreuse de Soyons), qui épousera Arthur de Bermond d'Anduze.
Sa femme décède peu après la naissance de son unique fille.
Quand le Pape Urbain II prêcha à Clermont la première croisade le 27 novembre 1095, il prit la croix avec Pons de Balazuc, et une foule de Vivarois de tout âge et de toute condition s'empressèrent de s'enrôler sous leur bannière. Le jeune Arthur de Bermond, fils du baron de la Voulte, s'échappa de la maison paternelle, pour aller rejoindre ses deux oncles; il se rangea avec eux sous la bannière de l'illustre Raymond IV de Toulouse dans l'armée des Provençaux, qui gagne Constantinople par voie terrestre, pour rejoindre la Palestine.

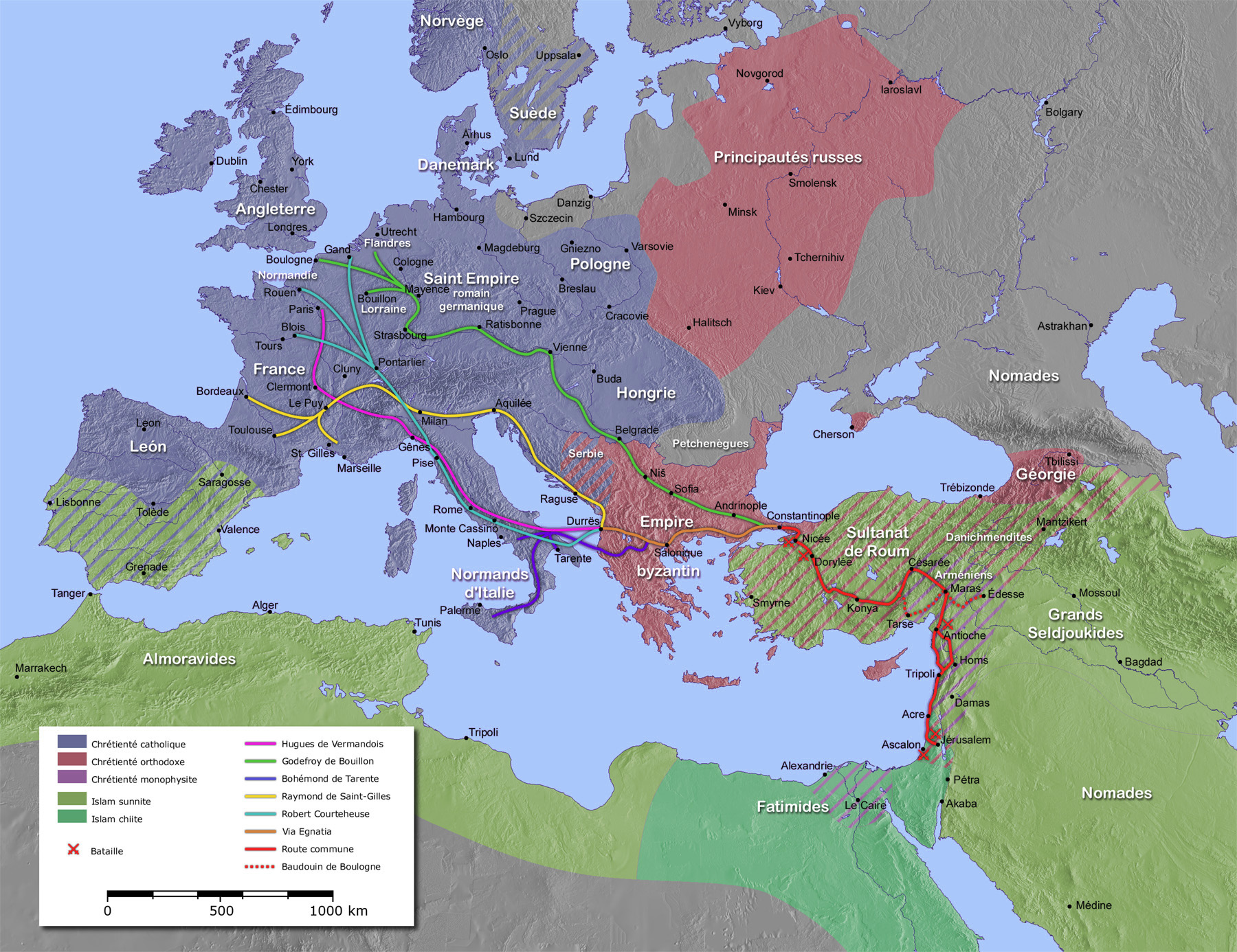
Carte de la Ire croisade

Le Noble Gérenton du Béage ne reviendra jamais de cette croisade, mourant devant les murs de Jérusalem. Ces derniers mots furent adressés à Arthur de Bermond au sujet de sa fille Iseult : « Soyez son protecteur et son chevalier ».